# 安邦公園

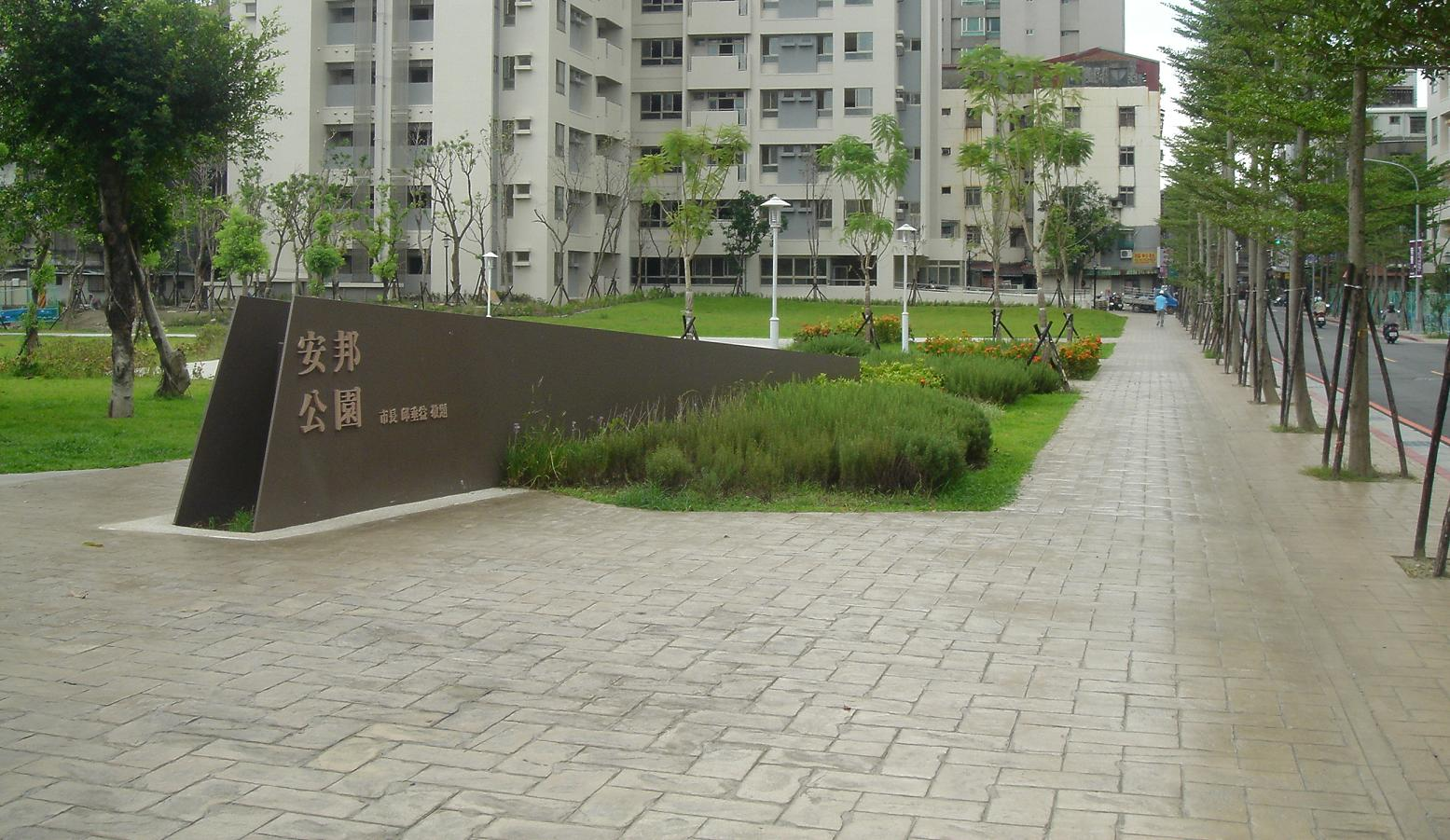
安邦公園

安邦公園位於新北市中和區安邦街西側，目前連勝街以南已闢建區域占地0.3公頃，未來使用面積可達將近1公頃，將成為中和區中心最主要的休閒公園，並與圓通綠廊相連為優美的綠帶空間。

## 歷史演變
中和區安邦街與連城路一帶，原本是安邦新村用地，由國家安全局所管轄，1973年擴大中和區都市計劃時已在原眷村劃設12公尺計畫道路，另於2002年10月間發布實施都市計劃，把部份機關用地變更為住宅區、公園用地及道路用地。。
2006年佔地1.3公頃的安邦新村拆除，並興建12公尺道路，為連勝街的其中一段，連勝街南側0.3公頃空地完整闢建為公園，北側1公頃空地則先施作為簡易公園，原本有四個機關打算進駐，包括：板橋地檢署、板橋行政執行處、中和稽徵所及中和二分局錦和派出所。但考量中和區欠缺足夠之公園綠地，經爭取後，僅保留錦和派出所及財政部中和稽徵所兩個較具有便民服務及維安需求的機關，未來兩機關將使用0.35公頃土地，連勝街北側其餘0.65公頃均變更為公園用地，並以公園最大化為原則規劃。中和區安邦公園改建暨連勝街道路打通工程，已於2010年6月27日上午舉行啟用典禮。

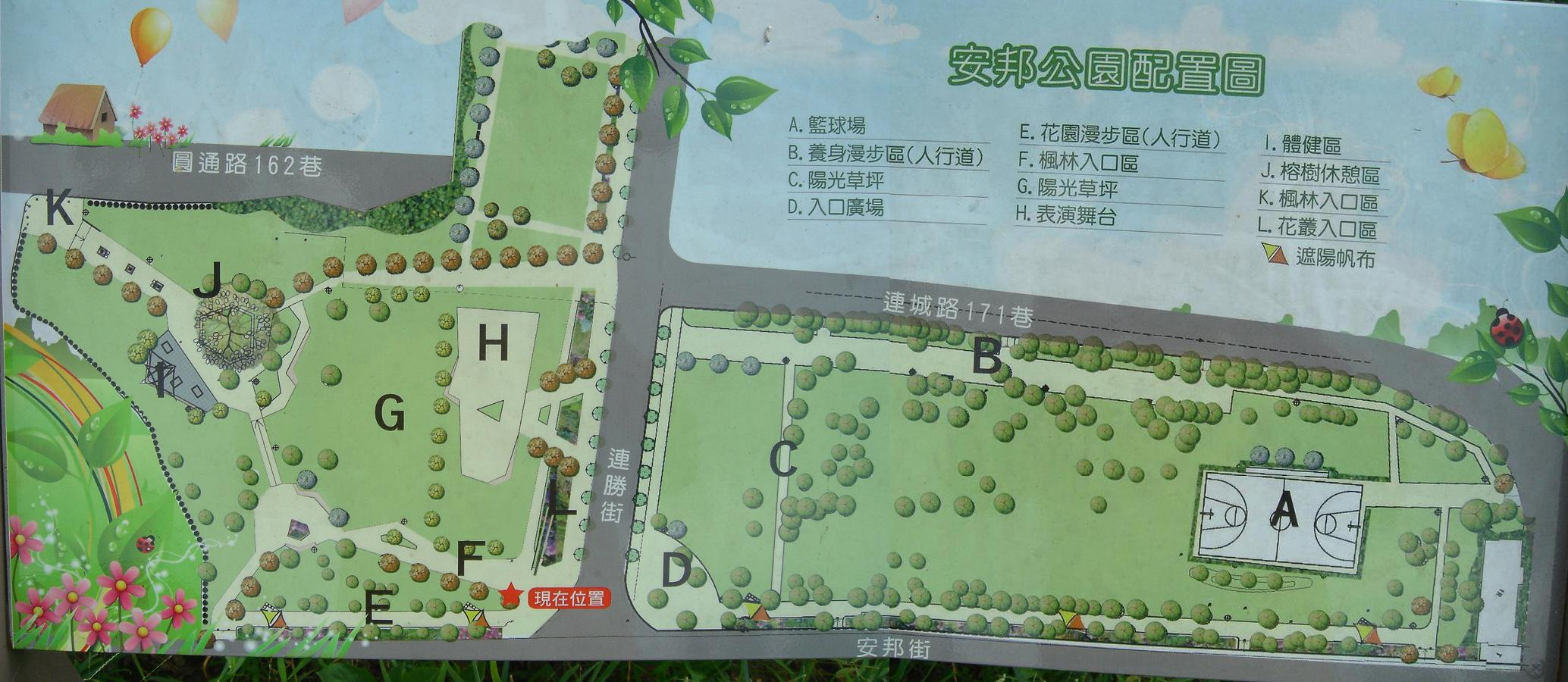
安邦公園平面配置圖

## 設施

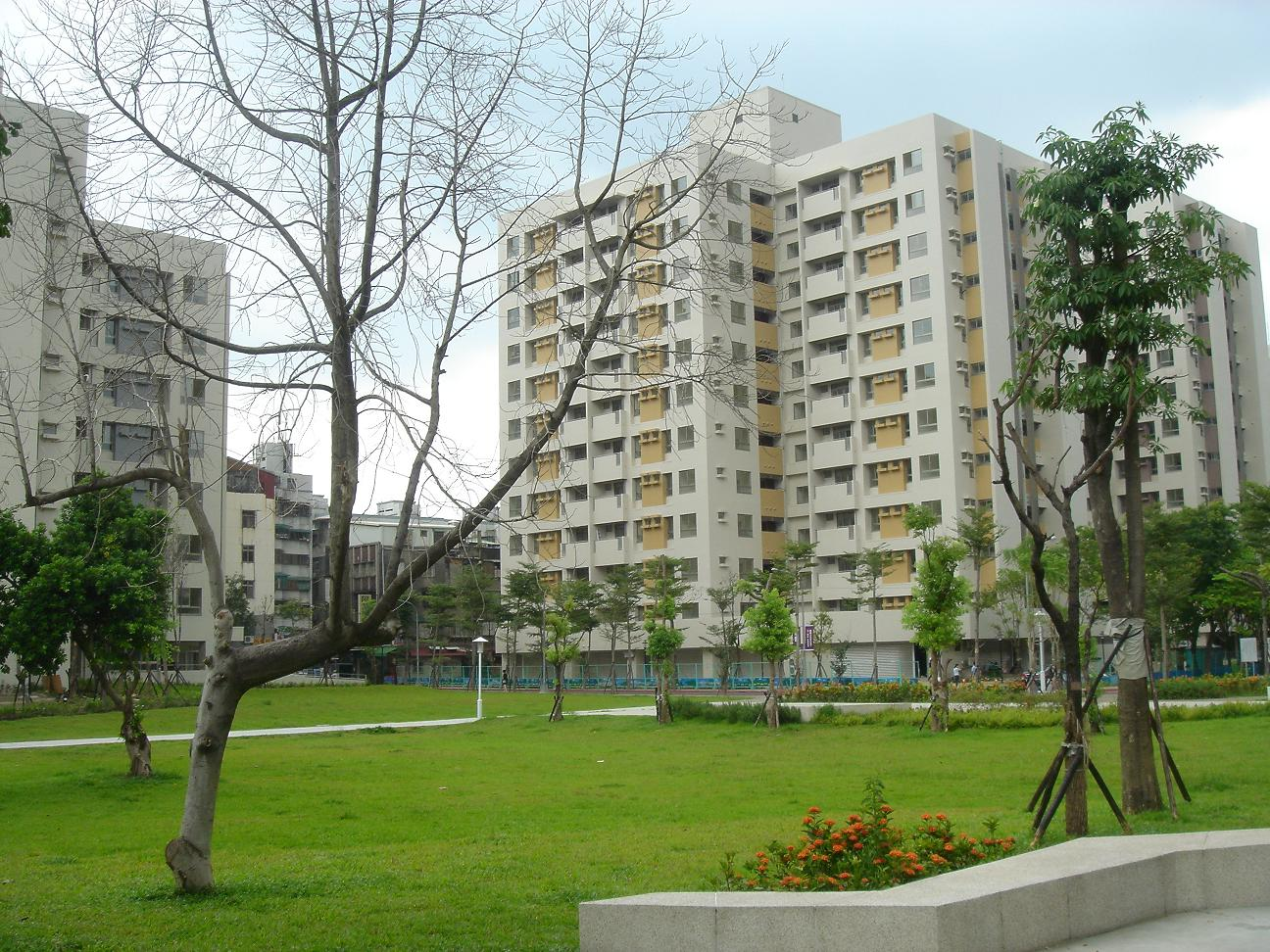
安邦公園與鄰近大樓
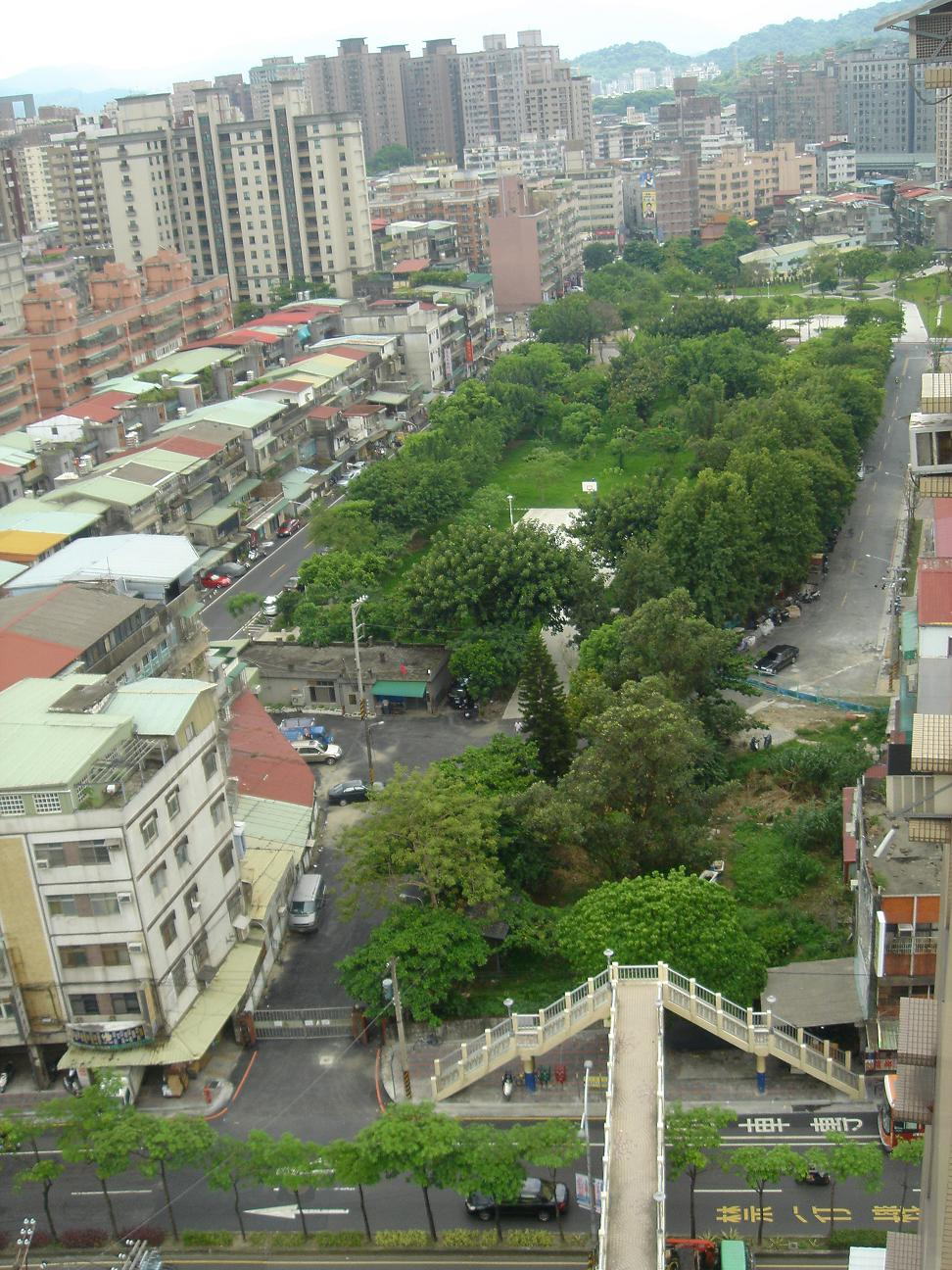
鳥瞰安邦公園周遭
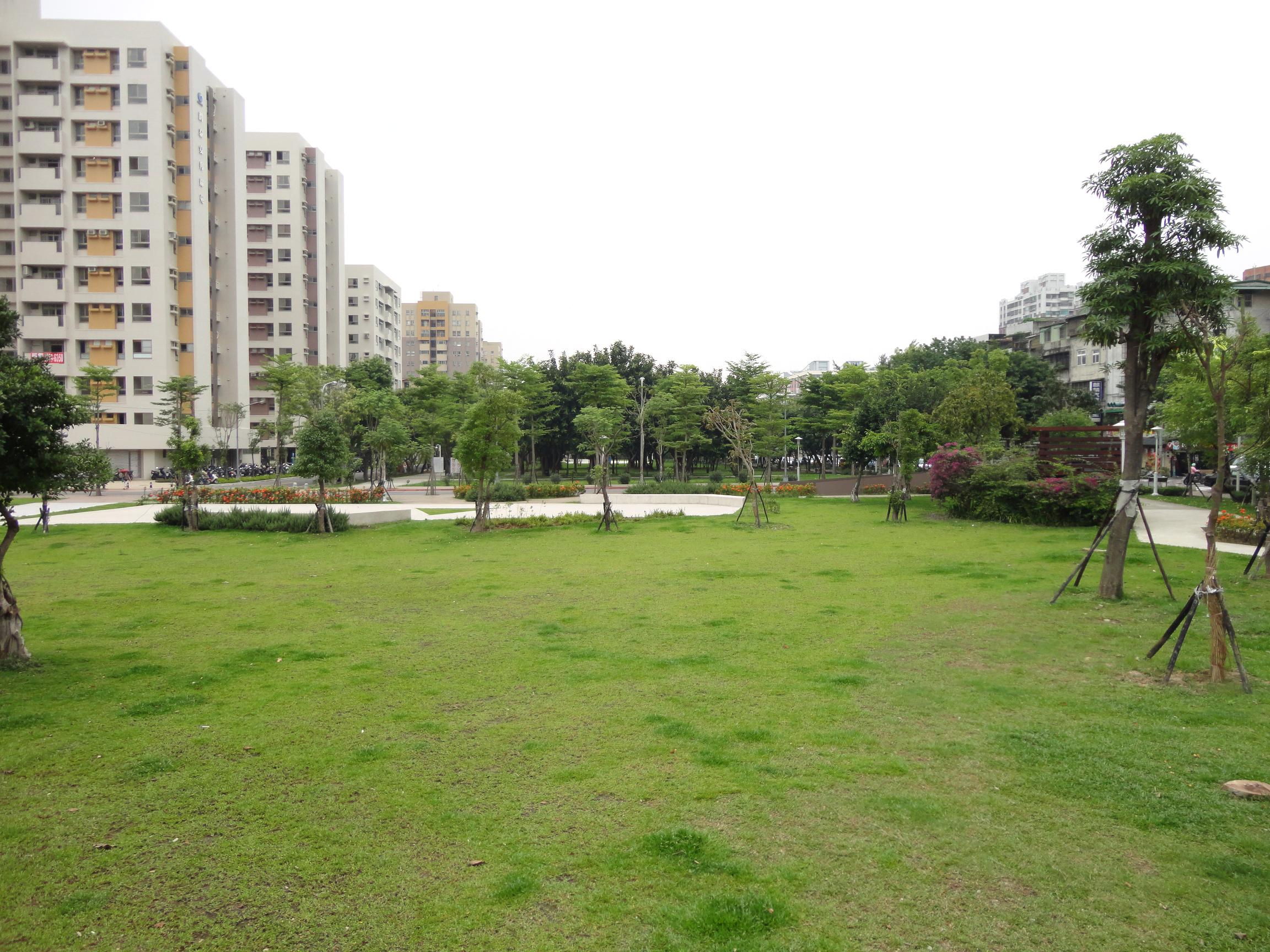
安邦公園廣闊的綠地

- 入口廣場
- 楓林入口區
- 花叢入口區
- 養生漫步區（人行道）
- 花園漫步區（人行道）
- 榕樹休憩區
- 陽光草坪
- 表演舞台
- 體健區

- 安邦公園與鄰近大樓
- 鳥瞰安邦公園周遭
- 安邦公園廣闊的綠地